# بخش صدیپت
بخش صدیپت (به انگلیسی: Siddipet district) یک منطقهٔ مسکونی در هند است که در تلانگانا واقع شده‌است. بخش صدیپت ۳٬۸۴۲٫۳۳ کیلومتر مربع مساحت و ۱۱۴٬۰۹۱ نفر جمعیت دارد.